# Korps Commandotroepen
Das Korps Commandotroepen (KCT) ist eine Spezialeinheit des niederländischen Heeres. Die Einheit wurde 1950 gegründet. Als Grundwerte werden Mut, Entschlossenheit, Loyalität, Ehre und Stolz genannt. Die Einheit ist in der Engelbrecht-van-Nassau-Kaserne in Roosendaal stationiert.

## Auftrag
Die Aufgaben des Korps Commandotroepen sind die spezielle Aufklärung, offensive Aktionen wie Hinterhalte, Sabotage und Aktionen hinter feindlichen Linien sowie die militärische Unterstützung, u. a. Ausbildung und Beratung Verbündeter, Befreiungsaktionen und die Terrorismusbekämpfung.

## Organisation
Die Organisation gemäß KCT:
- Stabsunterstützungskompanie (Stafverzorgingscompagnie, kurz SSVcie)
- 102. Kompanie (102 Compagnie)
- 103. Kommandotruppenkompanie (103 Commandotroepencompagnie)
- 104. Kommandotruppenkompanie (104 Commandotroepencompagnie)
- 105. Kommandotruppenkompanie (105 Commandotroepencompagnie)
- 108. Kommandotruppenkompanie (106 Commandotroepencompagnie)
- Aus-/Fortbildungskompanie (Opleidings- en trainingscompagnie speciale operaties, kurz OTCSO)
- Fähigkeitszentrum für Spezialoperationen (Interservice Kenniscentrum Speciale Operaties, kurz IKCSO)

Das Korps Commandotroepen untersteht direkt dem Kommando des niederländischen Heeres (Commando Landstrijdkrachten, kurz CLAS).

## Geschichte

### Zweiter Weltkrieg
Die Vorgängerorganisation des Korps Commandotroepen war die No 2. (Dutch) Troop des No. 10. (Inter-Allied) Commando der Alliierten. Sie wurde am 22. März 1942 gegründet und kämpfte im Zweiten Weltkrieg gegen das Deutsche Reich.

### 1950–1964
Das Korps Commandotroepen wurde am 1. Mai 1950 in Roosendaal gegründet. Im Laufe der 1950er Jahre wuchs die Einheit auf drei Kommandokompanien sowie zwei Unterstützungskompanien und mehrere Reservekompanien an. In den Jahren 1951 und 1952 wurden Freiwillige dieser Einheit nach Korea entsandt, um für die Vereinten Nationen am Koreakrieg teilzunehmen. Von September 1952 bis März 1953 wurde eine Kompanie zur Sicherung der Kolonie Suriname entsandt. Von 1950 bis 1960 wurden Kommandosoldaten zur Verstärkung der Garnison nach Neuguinea geschickt. Da die Spannungen zwischen der NATO und dem Warschauer Pakt nach dem Bau der Berliner Mauer stiegen, wurden von 1961 bis 1963 Elitesoldaten in der Bundesrepublik Deutschland stationiert. Im Rahmen drastischer Ein-sparmaßnahmen (Operatie Chirurg) wurde 1964 die Zahl von drei aktiven Kommandokompanien auf eine reduziert.

### 1964–1990
Da die Spannungen im Kalten Krieg stiegen, fokussierten sich die niederländischen Streitkräfte ab 1964 auf eine mögliche Verteidigung der Norddeutschen Tiefebene. In der Zeit von 1964 bis 1990 nahm das Korps Commandotroepen an diversen NATO-Manövern teil. Der Aufgabenschwerpunkt der Einheit verlegte sich auf das Sammeln von Informationen hinter feindlichen Linien.

### 1990–heute
Nach dem Ende des Kalten Krieges fokussierte sich die Spezialeinheit auf Auslandseinsätze. Seit Anfang der 1990er Jahre wird das Kommando nur noch mit Zeit- und Berufssoldaten besetzt. Anfang 1994 wurde die Einheit im ehemaligen Jugoslawien eingesetzt. Die Auslandseinsätze führten die Einheit nach Bosnien, Mazedonien, Afghanistan, Mali sowie in den Kosovo und den Irak.
Im Rahmen des Vormarschs der Taliban in Afghanistan konnte das Korps Commandotroepen im September 2021 rund 2500 Menschen aus Afghanistan evakuieren.

## Rekrutierung und Ausbildung
Die Auswahl beginnt mit dem Lehrgang AMOL in Schaarsbergen und dauert 17 Wochen. Grundsätzlich können sich hier auch Zivilisten bewerben.
Anschließend folgt für alle zivilen und aktiven militärischen Bewerber ein achtwöchiges Vorbereitungstraining. Hier werden die militärischen Grundkenntnisse verfeinert und spezifische Fähigkeiten für Spezialkräfte erlernt. In der letzten der acht Wochen werden in einer Testwoche die Fähigkeiten der Bewerber abgeprüft. Nach Bestehen des Vorbereitungstrainings werden die geeigneten Bewerber zur Grundausbildung für die Spezialkräfte, dem sogenannten Elementaire Commando-opleiding (ECO), zugelassen.
Die elementare Kommandoausbildung (ECO) dauert ebenfalls acht Wochen. Die körperlich und geistig fordernden Ausbildungsinhalte finden in einem Zeltlager bei Roosendaal statt. Hier werden auch der Umgang mit Karte und Kompass sowie das Marschieren vertieft. Die körperlich-geistige Phase wird immer wieder durch Ausbildungsinhalte in einer Kaserne unterbrochen. In einer taktischen Abschlussübung werden alle Fächer praktisch erprobt. Dazu gehören Inhalte wie Einsatzleitung, Isolationsphase, Infiltration, Aufklärung und Exfiltration. Traditionell endet die ECO mit einem Erschöpfungsmarsch, bei dem in fünf Tagen rund 200 Kilometer – hauptsächlich zu Fuß – zurückgelegt werden müssen. Der Abschluss endet mit einem 25 km langen Marsch mit schwerem Gepäck. Diejenigen, die den ECO erfolgreich absolvieren, erhalten das grüne Barett und dürfen sich Kommandosoldat nennen.
Im Anschluss erfolgt die fortgeschrittene Kommandoausbildung, die sogenannte Voortgezette Commando Opleiding (VCL), welche 45 Wochen dauert. Diese ist unterteilt in die Module Fallschirmspringen (freier Fall), Gebirgskampf, amphibische Kriegsführung, Häuserkampf, Fahrzeugausbildung, Abseilen aus dem Helikopter, spezielle Schießmodule und erweiterte Erste Hilfe. Diese Module müssen alle Kommandosoldaten absolvieren. Am längsten dauern die Spezialisierungen Scharfschütze, Sanitäter, Fernmeldekommunikation und Kampfpionier. Am Ende der Ausbildung werden die Kommandosoldaten zu einer operativen Kompanie versetzt.
Somit dauert die gesamte Ausbildung mitsamt der Vorbereitung 78 Wochen.

## Ausrüstung

### Bewaffnung
| Name                | Herkunft       | Typ                      | Kaliber                 | Bemerkungen               |
| ------------------- | -------------- | ------------------------ | ----------------------- | ------------------------- |
| HK 416              | Deutschland    | Sturmgewehr              | 5,56x45mm NATO          | Ordonnanzgewehr           |
| HK 417              | Deutschland    | Scharfschützengewehr     | 7,62x51mm NATO          | Designated Marksmen Rifle |
| Glock 17            | Österreich     | Pistole                  | 9x19mm                  | Ordonnanzpistole          |
| M590                | USA            | Flinte                   |                         |                           |
| HK M320 GLM         | Deutschland    | Granatwerfer             | 40x46mm                 | Aufsatz für Sturmgewehr   |
| FN Herstal MINIMI   | Belgien        | leichtes Maschinengewehr | 5,56x45mm NATO          |                           |
| Accuracy AW         | Großbritannien | Scharfschützengewehr     | 7,62x51mm NATO          |                           |
| Accuracy AWM        | Großbritannien | Scharfschützengewehr     | 8,6x70mm Lapua Magnum   |                           |
| Barrett M82         | USA            | Scharfschützengewehr     | 12,7x99m NATO (.50 cal) | Anti-materiel rifle       |
| FN Herstal MAG-2000 | Belgien        | Maschinengewehr          | 7.62x51mm NATO          |                           |
| Browning M2 QCB     | USA            | schweres Maschinengewehr | 12,7x99m NATO           |                           |
| Heckler & Koch AGW  | Deutschland    | Granatwerfer             | 40x53mm NATO            |                           |
| M6 Commando Mortar  | Österreich     | leichter Mörser          | 60mm                    | Fa. Hirtenberger          |
| M72 LAW             | USA            | Panzerabwehrwaffe        | 66mm HEAT               |                           |
| Panzerfaust 3       | Deutschland    | Panzerabwehrwaffe        | 110mm HEAT              |                           |
| GILL Spike-MR       | Israel         | Panzerabwehrlenkwaffe    | 170mm HEAT              |                           |

### Fahrzeuge
| Name                              | Herkunft    | Bemerkungen                  |
| --------------------------------- | ----------- | ---------------------------- |
| Suzuki King Quad 750 AXI          | Japan       |                              |
| Mercedes-Benz G280 CDI            | Deutschland | 160 km/h, 700 Kilo Panzerung |
| Bushmaster IMTV                   | Australien  | 120 km/h                     |
| gepanzerte PKW                    |             | VIP Transport                |
| Rigid Hull Inflatable Boat (RHIB) |             |                              |
| Medium Inflatable Boat (MIB)      |             | leichtes Boot                |
| Schlauchboote                     |             |                              |
| Kajake                            |             |                              |